# 撃ち返し
撃ち返し（うちかえし）とは、コンピュータゲーム、特にシューティングゲームにおいて敵キャラクターを破壊した際に、そのキャラクターの破壊エフェクトと同時に敵弾が撃たれることである。また、この「撃ち返し」によって発生した弾を「撃ち返し弾」と言う。
通常、シューティングゲームの敵キャラクター（敵機）は出現後、弾（敵弾）をプレイヤーキャラクター（自機）に向かって発射してくる。敵弾は破壊不能で、自機と接触すると自機は破壊されるため、回避するしかない。一方で、ゲームの上級者は敵機の出現パターンを学習し、敵が弾を発射する前に敵機を破壊し、自機が攻撃を受けることを回避するようになった。これに対抗するように導入されたのが「撃ち返し」である。2周目以降の敵が「撃ち返し」を行うために、難易度が上昇する場合もある。
撃ち返しは時間に関係無く敵機の破壊を条件として発生するため、回避のテクニックが重要になる。
中には、破壊後一度に複数の方向に撃ち返すものや、時間差を置いて複数の弾を発生させる「時間差撃ち返し」といったバリエーションも存在する。
『ゲーメスト』（新声社）などによるとSNK（当時は「新日本企画」）のゲーム『サスケvsコマンダー』における敵忍者の死体からの反撃が撃ち返し弾の始まりとされている。